# Assassinat de Hichem Miraoui
Le 31 mai 2025, Hichem Miraoui, un coiffeur tunisien, est abattu de cinq balles à Puget-sur-Argens, dans le Var, en France. L'acte est suspecté d'avoir été commis pour des motifs racistes et terroristes.

## Faits
Le 31 mai 2025, vers 22 h, Hichem Miraoui, un Tunisien âgé d'environ 46 ans, est abattu de cinq balles devant son salon de coiffure par son voisin, Christophe B., 53 ans, de nationalité française. Un second homme, Afik B., d'origine turque, est légèrement blessé à la main.

## Profil du suspect
Christophe B. est un homme de 53 ans, ancien soudeur, sans antécédents judiciaires significatifs. Il publie sur Facebook des vidéos à tonalité islamophobe et raciste avant et après l'attaque, appelant à voter pour le Rassemblement national et à « virer les immigrés ». Le Parisien et le site Les Jours datent le début de sa radicalisation aux attentats de janvier 2015,. Il relaie également des propos de Marine Le Pen, Jordan Bardella et David Rachline. Amateur de tir sportif, il annonce avant les faits sa volonté de « dire stop aux islamiques » et de faire « un petit carton déjà rien qu'en sortant de chez [lui], tous les sans-papiers »,. Il a, avant les faits, tagué d'insultes racistes le scooter de la victime.

## Enquête et procédure
L'enquête est confiée au Parquet national antiterroriste (PNAT), première saisie de cet office pour un meurtre potentiellement lié à l'extrême droite. Le PNAT indique qu'avant ce crime, il avait déjà pris en charge 15 autres affaires impliquant des suspects d'extrême droite, depuis sa création en 2019, mais aucun pour homicide.
Le 5 juin 2025, Christophe B. est mis en examen pour « assassinat et tentative d'assassinat en relation avec une entreprise terroriste, motivés par la race, la religion ou l'origine ». Il reconnaît les faits mais nie toute motivation raciste ou terroriste.
Le ministre de l'Intérieur qualifie le crime de « clairement raciste », « peut-être terroriste » et possiblement « antimusulman ».

## Réactions
Le Rassemblement national condamne l'incident, tout en refusant d'en assumer une quelconque responsabilité idéologique. SOS Racisme, le MRAP et plusieurs médias alertent sur l'impact des discours d'extrême droite dans la radicalisation. Une marche blanche organisée le 8 juin à Marseille et Puget-sur-Argens rassemble près de 1 600 personnes.
En Tunisie, l'annonce du meurtre de Hichem Miraoui crée une vive émotion chez la population.

## Analyses et impact sociétal
Pour Mathieu Molard, rédacteur en chef à StreetPress, site web d'information français, « il y a eu une politisation » du débat sur l'identité.
D'après RFI, station de radio publique française, le meurtre de Hichem Miraoui constitue « une bascule », car c'est la première fois que le PNAT est chargé du dossier et que le crime « est explicitement qualifié d'attentat terroriste ». 
La Croix considère que ce « crime raciste [...] illustre le niveau inédit des infractions à caractère raciste en France » tout en soulignant que ce niveau est probablement sous-évalué car une grande partie des infractions n'aboutit pas à une plainte.
Le politiste spécialiste de l'islam Haoues Seniguer et le sociologue Philippe Corcuff voient dans ce crime, comme dans l'assassinat d'Aboubakar Cissé à la mosquée de La Grand-Combe le mois précédent, le résultat d'« une islamophobie d'atmosphère », de « la prégnance de la xénophobie dans l'espace public », alimentée par « une culture du soupçon à l'égard de l'islam et des musulmans ».
Le sociologue Dominique Boullier s'inquiète, pour ce crime et celui de La Grand-Combe, de l'absence de modération sur les plateformes utilisées par les assassins pour relayer leur propagande raciste, manifester leur intention de tuer, puis montrer ou revendiquer leurs crimes. Il parle également de « racisme d'atmosphère ».